# Rudé moře
Rudé moře (arabsky البحر الأحمر‎ [al-bahhr al-ahhmar]) je vnitřní moře Indického oceánu mezi Arabským poloostrovem a Afrikou.

## Geografie
Od Suezského zálivu na severu k průlivu Bab-al-Mandab na jihu je 2250 km dlouhé a až 355 km široké. Rozprostírá se na ploše 438 000 km². Maximální hloubka je 2211 m, průměrná hloubka činí 490 m. Na jihu je Rudé moře spojené průlivem Bab-al-Mandab s Adenským zálivem Arabského moře, na severu spojuje Rudé a Středozemní moře Suezský záliv a Suezský průplav.
Rudé moře leží v pokračování riftového systému, proti ostatním mořím je geologicky mladší a jeho šelf je úzký s korálovými útesy. Oblast Rudého moře se nachází v aridní až semiaridní oblasti.

### Zálivy, průlivy, průplavy
- zálivy Akabský záliv, Suezský záliv, Dungunab, Ajnunah, Zeit, Jemsa, Zula a Aseb
- průlivy Bab-al-Mandab, Tiranská úžina
- průplavy Suezský průplav

### Ostrovy, poloostrovy
V Rudém moři jsou četné drobné ostrovy a souostroví, které jsou často obklopeny korálovými útesy
- ostrovy eritrejské Dahlácké ostrovy; egyptský Zabargad a Rocky Island, Giftun, Tiran; jemenský Perim, Kamaránské a Haníšské ostrovy; saúdskoarabské Farasánské ostrovy; súdánské Suvákinské ostrovy.
- poloostrovy Sinajský poloostrov, Arabský poloostrov

## Hydrografie

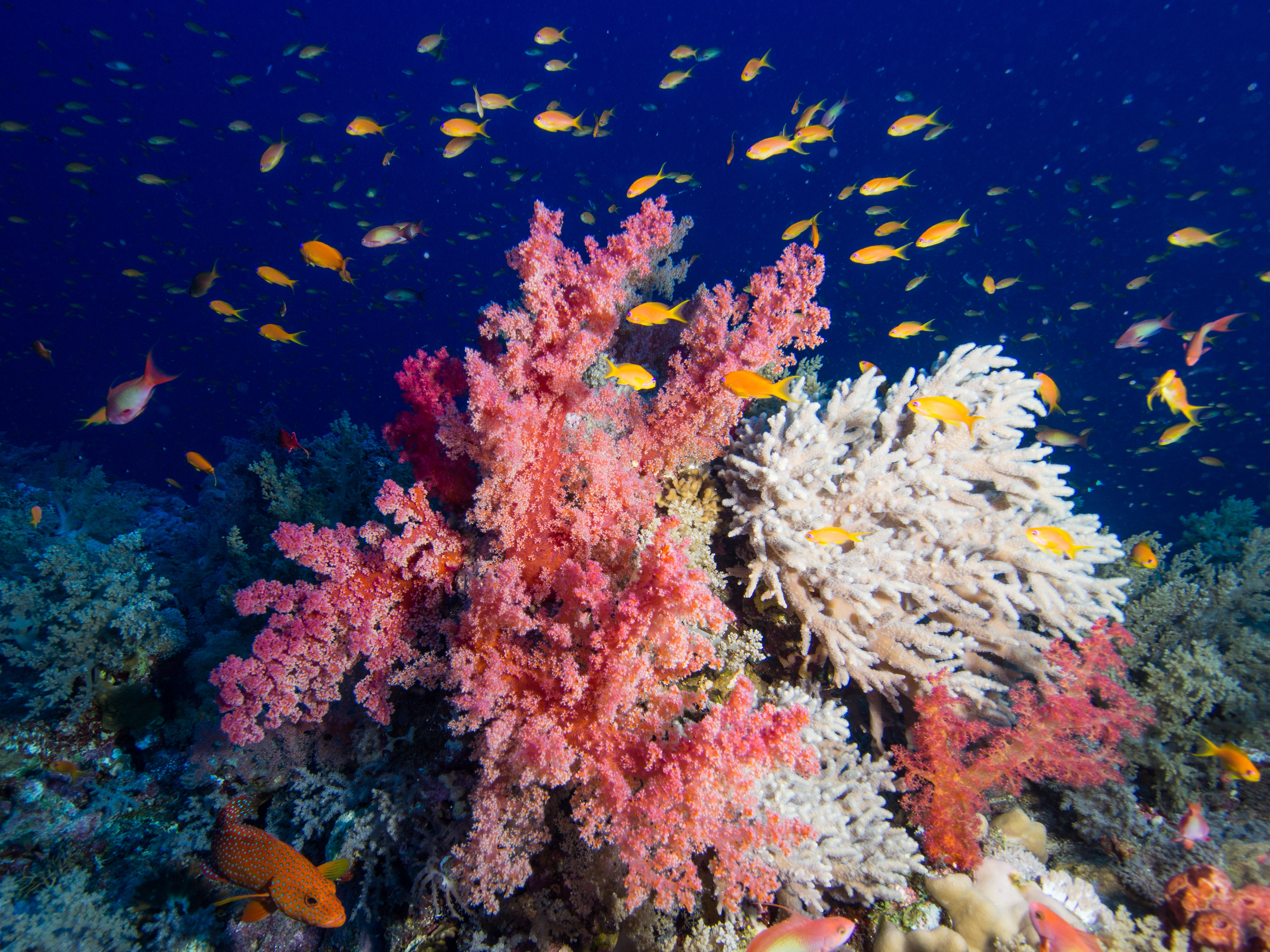
Korálové útesy v Rudém moři

Rudé moře má velmi vysokou salinitu - průměrně 36 až 38 promile, která je způsobena velkým výparem, minimálním množstvím srážek a omezeným přítokem sladké vody z řek. V některých oblastech má moře salinitu až 42 promile, to představuje 42 gramů soli na litr mořské vody.

## Ekosystém

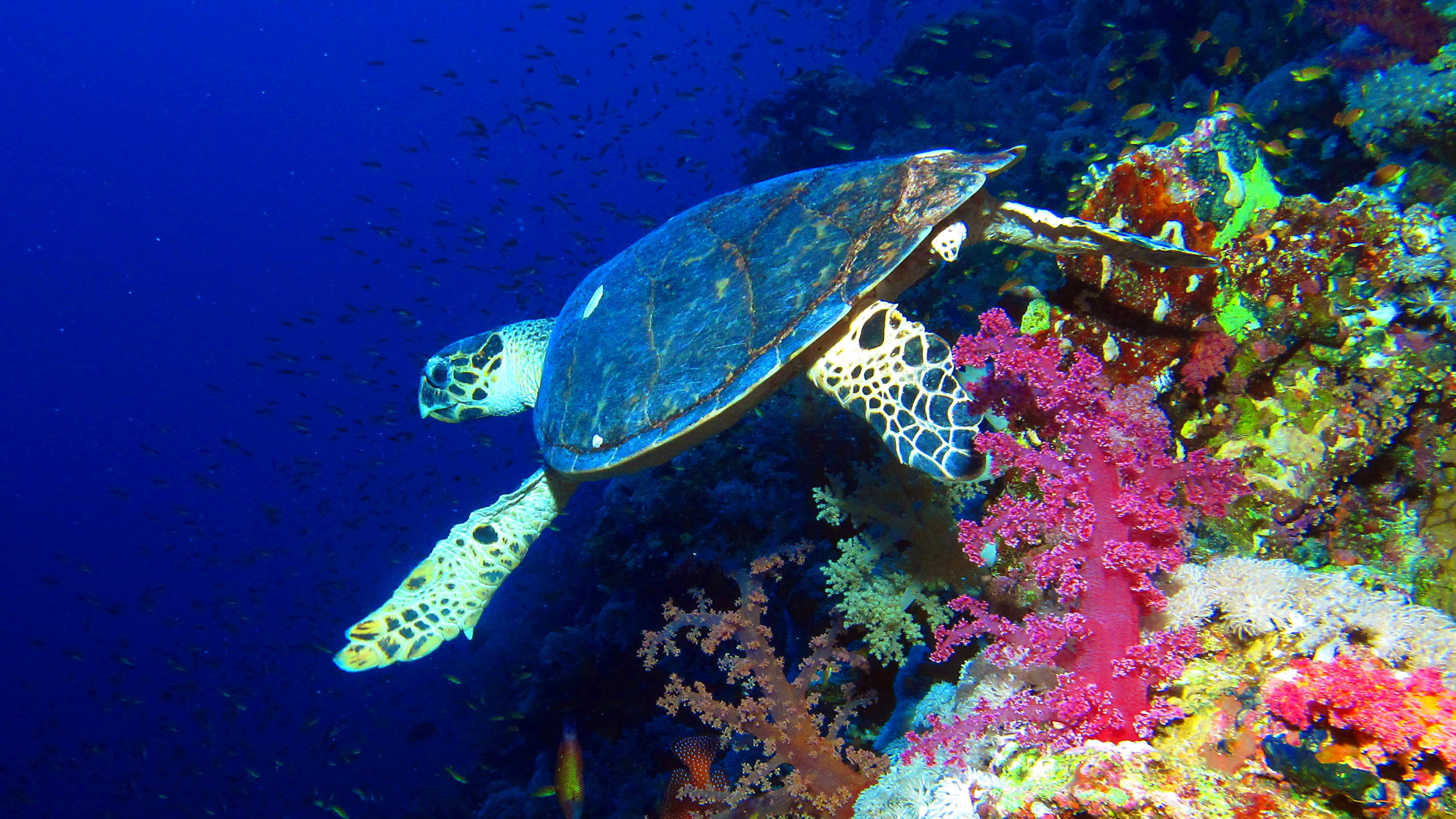
Želva plující v Rudém moři u Egypta

Na pobřeží Afriky, Arabského poloostrova i ostrovů Rudého moře se nachází množství korálových útesů s bohatým podmořským životem. Kromě útesů se zde nachází také oblasti s podmořskými pastvinami mořských trav, mangrovy a slaniska. V době rozmnožování sinice (druhu Trichodesmium erythraeum) získává červené zbarvení.

## Doprava

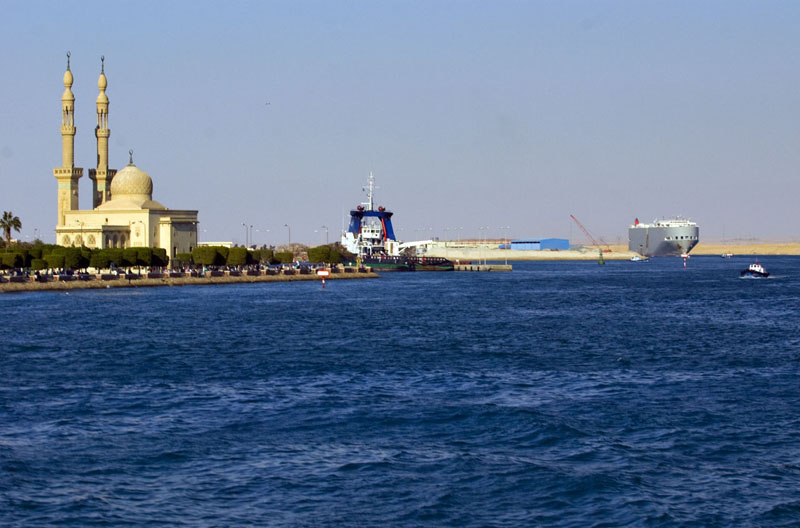
Suez, jižní výjezd ze Suezského průplavu

Rudé moře je díky Suezskému průplavu důležitou námořní cestou spojující Středozemní moře s Indickým oceánem. V roce 2008 oznámil saúdský podnikatel Tarek bin Ládin plán na vybudování 28,5 kilometrů dlouhého mostu přes úžinu Bab-al-Mandab za 10,3 miliard eur (278 mld. Kč). Stavba však nebyla zahájena.

### Významné přístavy na pobřeží
| - Ejlat - Suez - Hurghada - Safaga | - Džidda - Port Sudan - Akaba - Šarm aš-Šajch | - Assab - Hudajda - Massawa - Yanbu |

## Turistika

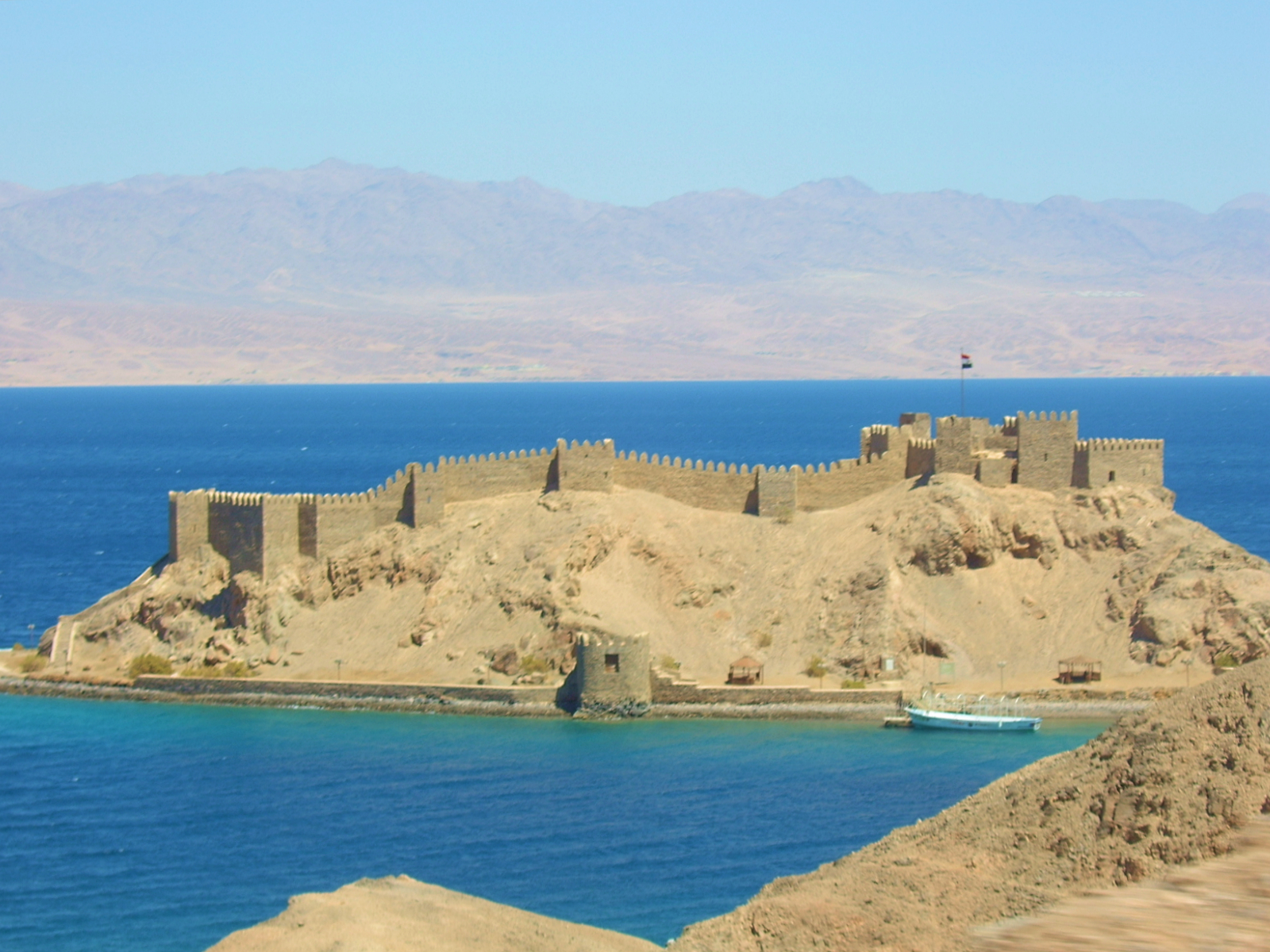
Křižácká citadela na Faraónově ostrově

Na pobřeží Rudého moře v druhé polovině 20. století vyrostla řada turistických středisek. Hlavním centrem turistického průmyslu se stalo egyptské pobřeží.
| - Hurghada - Šarm aš-Šajch - Nuweiba - Akaba | - Taba - Ejlat - El Gouna | - Marsa Alam - Dahab - Safaga |

### Potápění
Rudé moře je jedním z nejseverněji položených korálových moří na Zemi a vzhledem k poměrně nízké vzdálenosti od Evropy patří mezi nejnavštěvovanější potápěčská místa na světě. Hlavním lákadlem je zejména množství korálových útesů a podmořského života v jejich okolí. Většina nejnavštěvovanějších potápěčských lokalit se nachází při egyptském pobřeží. Neméně zajímavé lokality se však nacházejí při pobřeží Súdánu, Eritreje nebo Saúdské Arábie.
| „                  | Rudé moře je místo plné zázraků, právě zde jsem zažil ty nejúžasnější ponory. | “ |
| — Jacques Cousteau |                                                                               |   |